# NGC 3442
NGC 3442 ist eine Spiralgalaxie vom Hubble-Typ Sa im Sternbild Kleiner Löwe am Nordsternhimmel. Sie ist schätzungsweise 77 Millionen Lichtjahre von der Milchstraße entfernt.
Das Objekt wurde am 25. März 1884 von Edouard Stephan entdeckt.